# Orgilus ferus
Orgilus ferus är en stekelart som beskrevs av Muesebeck 1970. Orgilus ferus ingår i släktet Orgilus och familjen bracksteklar. Inga underarter finns listade i Catalogue of Life.